# 尤尼斯 (阿肯色州)
尤尼斯（英語：Eunice）是位於美國阿肯色州奇科特縣的一個鬼鎮。

## 地理
尤尼斯所處的海拔為高於海平面40米（即131英呎），而該地所採用的時區為UTC-6，即北美中部時區（CST）。同時該地設有夏令時間，為UTC-6調快一小時，即UTC-5（CDT）。